# 1631.
◄ | 16. stoljeće | 17. stoljeće | 18. stoljeće | ►
◄ | 1600-ih | 1610-ih | 1620-ih | 1630-ih | 1640-ih | 1650-ih | 1660-ih | ►
◄◄ | ◄ | 1628. | 1629. | 1630. | 1631. | 1632. | 1633. | 1634. | ► | ►►
Arhitektura • Astronomija • Glazba • Kazalište • Kiparstvo • Knjige • Književnost • Kršćanstvo • Medicina • Politika • Pravo • Promet • Slikarstvo • Znanost

## Smrti
- 17. lipnja – Mumtaz Mahal, indijska carica (* 1593.)
- 21. kolovoza – Matija Divković, književnik

## Vanjske poveznice
|  | Zajednički poslužitelj ima još gradiva o temi 1631. |